# Solza
Solza är en ort och kommun i provinsen Bergamo i regionen Lombardiet i Italien. Kommunen hade 2 039 invånare (2018).